# Alexander Ollongren
Jhr. Alexander Ollongren (Kepahiang Indah, 9 november 1928 – Oegstgeest, 25 maart 2025), was een Nederlandse theoretisch sterrenkundige en informaticus. Hij stond aan de wieg van de ontwikkeling van het vak informatica in Nederland.

## Opleiding
Alexander Ollongren behaalde in 1955 het doctoraalexamen in de wis- en natuurkunde (hoofdvak sterrenkunde met wiskunde) aan de Universiteit Leiden. In 1962 promoveerde hij, eveneens in Leiden, in de sterrenkunde  bij professor Henk van de Hulst op het proefschrift Three-dimensional Galactic Stellar Orbits, over banen van sterren in de Melkweg, berekend met hemelmechanica. Ter aanvulling van de wiskundige analyse van het onderwerp werden banen berekend met de destijds snelste computer van Europa Binära Elekroniska SiffermasKin (BESK, binaire elektronische rekenmachine) van de MatematikMaskinNämnd (Computercommissie) te Stockholm. 

## Loopbaan
Na zijn promotie werd hij belast met het opzetten van een rekencentrum ten behoeve van alle Leidse faculteiten en afdelingen. Een X1 gebouwd door de Nederlandse onderneming Electrologica werd hiervoor geïnstalleerd.
In 1964 nam professor Guus Zoutendijk, die de term informatica introduceerde voor informatiewiskunde, de leiding van het centrum over en werd Ollongren 'Visiting Staff Member and Lecturer' in het Research Center of Celestial Mechanics van de Yale-universiteit (1965-67). Terug in Leiden werd Ollongren in 1969 lector in de leer van het computerprogrammeren (het vak dat uitgroeide tot wat tegenwoordig Software Engineering wordt genoemd) en in 1980 gewoon hoogleraar theoretische informatica. Hij was enige jaren voorzitter van de sectie informatica van de Academische Raad (ARSI).
In 1993 nam hij afscheid als hoogleraar met de publieke rede Vix Famulis Audenda Parat. Tijdens zijn emeritaat begon hij het vakgebied astrolinguïstiek om met buitenaardse beschavingen te communiceren in een Lingua cosmica (kosmische taal). Hij publiceerde hier wetenschappelijke artikelen over in het tijdschrift Acta Astronautica en kwam met een boek Astrolinguistics. Design of a Linguistic System for Interstellar Communication Based on Logic (2013). Ook ontwikkelde hij een nieuwe versie van Lincos.

## Privé
Hij was lid van de oude adellijke Finse familie Ollongren en werd bij de Nederlandse adel met het predicaat jonkheer ingelijfd bij Koninklijk Besluit van 8 november 2002 nummer 99.003623. Hij is de vader van onder anderen politica Kajsa Ollongren.
Alexander Ollongren overleed op 25 maart 2025 op 96-jarige leeftijd.

## Promovendi
De vijf onderstaande promoties met Ollongren als promotor waren aan de Universiteit Leiden (UL), Technische Universiteit Delft (TUD) en de Universiteit Twente (UT).
| Promovendus                                                                         | Proefschrift                                                                                               | Jaar |
| ----------------------------------------------------------------------------------- | --- | ---- |
| Kamsteeg, Gertjan (UL) promotor 2: Johannes (Jan) Aldert Bergstra                   | Formalization of Process Algebra with Data in the Calculus of Constructions with Inductive Types           | 1999 |
| Sassen, Johanna Maria Annetta (TUD) promotor 1: Hendrik Gerard Stassen              | Design Issues of Human Operator Support Systems                                                            | 1993 |
| van der Weide, Theodorus (Theo) Petrus (UL) promotor 2: Jan van Leeuwen             | Datastructures: An Axiomatic Approach and the Use of Binomial Trees in Developing and Analyzing Algorithms | 1980 |
| van Dorp, Hendrik Dick van (UT) promotor 1: Adrianus Johannes Wilhelmus Duijvestijn | On an Extension of Functional Languages for Use in Prototyping                                             | 1994 |
| Zuidweg, Johan (UL) promotor 2: Johannes (Jan) Aldert Bergstra                      | Concurrent System Verification with Process Algebra                                                        | 1990 |

## Publicaties
Onder meer
- 1962: Three-dimensional galactic stellar orbits
  - [Lund], [1962?], Reeks: Lunds universitet, Observatoriet, Annals of the Observatory of Lund No. 18 I.[6]
  - Bulletin of the Astronomical Institutes of the Netherlands (BAN), Vol. 16, p. 241, October 1962
- 1965: Theory of Stellar Orbits in the Galaxy, Annual Review of Astronomy and Astrophysics, vol. 3, 113-134, 1965[7]
- 1974: Definition of Programming Languages by Interpreting Automata, London New York: Academic Press, 1974. Reeks A.P.I.C. studies in data processing, no. 11, 1974
- 1976: 
  - Inleiding tot de leer van het programmeren, Universitaire Pers Leiden, 1976
  - met G. A. Terpstra: Inleiding tot de leer van het programmeren: syntax en semantiek van programmeertalen / Uitwerkingen van de opgaven, [Leiden]: Universitaire Pers Leiden, 1976
- 1979 met Th. P. van der Weide: Abstracte automaten en grammatica's, 's-Gravenhage: Academic Service, 1979
- 1982 
  - met L.P.J. Groenewegen: Informatica, een Theoretische Inleiding, Academic Service, Den Haag, 1982
  - Hemelmechanica. Recente ontwikkelingen in een dynamische wetenschap, Zenit, 9e jaarg, 362-366, 1982
- 1989
  - met H. J. van den Herik: Filosofie van de informatica, Leiden: Nijhoff, 1989. Serie wetenschapsfilosofie.
  - On a Restricted (2n+3)-Body Problem, Celestial Mechanics and Dynamical Astronomy, Vol. 45, p.163
- 1993: Vix famvlis avdenda parat: enkele geschiedkundige aspecten van de fundamentele informatica, [Leiden] : Rijks Universiteit Leiden, [1993]
- 2004 met Vakoch, Douglas A.: Large-Size Message Construction for ETI: Self-Interpretation in LINCOS, Bioastronomy 2002: Life Among the Stars, Proceedings of IAU Symposium #213. Edited by R. Norris, and F. Stootman. San Francisco: Astronomical Society of the Pacific, 2003., p.499
- 2010 met Vakoch, D. A.:  Processes in Lingua Cosmica, Astrobiology Science Conference 2010: Evolution and Life: Surviving Catastrophes and Extremes on Earth and Beyond, held April 26-20, 2010 in League City, Texas. LPI Contribution No. 1538, p.5042
- 2013: Astrolinguistics, Design of a Linguistic System for Interstellar Communication Based on Logic, Springer Verlag, New York London, 2013

- Bibsys: 90602216
- CiNii: DA03281675
- Digitale Bibliotheek voor de Nederlandse Letteren: ollo001
- DBLP: 36/1037
- Gemeinsame Normdatei: 1073836223
- International Standard Name Identifier: 0000 0001 1686 1778
- Library of Congress Control Number: n80156391
- Mathematics Genealogy Project: 112564
- Nationale Bibliotheek van Tsjechië: ntk2018996993
- Nationale bibliotheek van Australië: 35397926
- Nationale Bibliotheek van Israël: 987007318155605171
- Nederlandse Thesaurus van Auteursnamen: 068715048
- Système universitaire de documentation: 094965889
- Virtual International Authority File: 92313633
- WorldCat: E39PBJdxbc6gdgDdddH8YyymVC